# Lou Roy-Lecollinet
Lou Roy-Lecollinet (Saint-Maur-des-Fossés, 1º agosto 1996) è un'attrice francese.

## Biografia
Nata a Saint-Maur-des-Fossés, un sobborgo di Parigi, si è fatta conoscere al grande pubblico con la sua interpretazione di Esther nel film I miei giorni più belli (Trois souvenirs de ma jeunesse) di Arnaud Desplechin (2015), presentato alla Quinzaine des Réalisateurs al 68º Festival di Cannes. Lo stesso film le è valso una nomination ai premi César 2016 nella categoria Migliore promessa femminile. Attivista per i diritti delle donne, Roy-Lecollinet si è opposta radicalmente alla nomination di Roman Polanski ai Premi César 2020.

## Filmografia

### Cinema
- I miei giorni più belli (Trois souvenirs de ma jeunesse), regia di Arnaud Desplechin (2015)
- Jeunesse, regia di Shanti Masud - cortometraggio (2015)
- La Tortue, regia di Thomas Blumenthal e Roman Dopouridis - cortometraggio (2016)
- Petit Homme, regia di Nathanaël Guedj - cortometraggio (2016)
- 50 primavere (Aurore), regia di Blandine Lenoir (2017)
- La chimera, regia di Alice Rohrwacher (2023)

### Televisione
- Paris etc., regia di Zabou Breitman - serie TV (2017)
- Fiertés, regia di Philippe Faucon - miniserie TV (2018)

## Riconoscimenti
- Premio César[3]
  - 2016 - Candidatura alla migliore promessa femminile per I miei giorni più belli